# Binoinano
Binoinano ist ein Ortsteil von Kariatebike im Osten des Abemama-Atolls in den zum Inselstaat Kiribati gehörenden Gilbertinseln im Pazifischen Ozean.

## Geographie
Binoinano ist ein Ortsteil der südlich gelegenen Siedlung Kariatebike. Er liegt ungefähr in der Mitte der langgestreckten Hauptinsel des Atolls Abemama, die dessen östlichen Riffsaum bildet. Weiter nördlich befindet sich der Ort Tabontebike.

## Klima
Das Klima ist tropisch heiß, wird jedoch von ständig wehenden Winden gemäßigt. Ebenso wie die anderen Orte des Abemama-Atolls wird Binoinano gelegentlich von Zyklonen heimgesucht.